# Tiburce Darou
Pour les articles homonymes, voir Darou.
Jean-Claude Darrou dit Tiburce Darou, né le 12 octobre 1942 à Lille et mort le 2 juillet 2015 à Cannes, est un préparateur physique français.

## Biographie
Originaire du Nord, Tiburce Darrou commence à s'occuper de la préparation physique de plusieurs tennismans comme Yannick Noah, Björn Borg ou encore John McEnroe. Parfois qualifié de « gourou », il collabore également avec de nombreux clubs de football comme le RC Lens, le Stade de Reims, l'Olympique de Marseille, l'Arsenal FC et le Paris Saint-Germain, puis à partir d'avril 2012, avec le FC Lorient.
De 2003 à 2004, lors des saisons 3 et 4 de l'émission Star Academy diffusée sur TF1, il est le professeur d'éducation physique,. 
Il entraîne aussi individuellement des footballeurs lorsqu'ils se sont blessés, notamment Robert Pirès en 2002 et Yoann Gourcuff en 2012. 
En février 2013, il intervient pour le Rugby club toulonnais. Ensuite, il prend en charge la préparation des volleyeuses du Racing Club de Cannes.
Il meurt le 2 juillet 2015 à l'âge de 72 ans à la suite d'une longue maladie, à l'hôpital des Broussailles de Cannes. Ses obsèques ont lieu le 10 juillet 2015 en l'église Notre-Dame-de-Bon-Voyage à Cannes, puis ses cendres sont dispersées au large de l'île Saint-Honorat dans la baie cannoise.